# كارل لودفيج كوخ
كارل لودفيج كوخ قالب:إند‏ (21 سبتمبر 1778 - 23 أغسطس 1857) هو عالم حشرات وعنكبوتيات ألماني، وهو مسؤول عن تصنيفِ عددٍ كبيرٍ من العناكب. ولدَ في كوزل في ألمانيا، وتوفي في نورنبرغ.